# Mallemoisson
Mallemoisson – miejscowość i gmina we Francji, w regionie Prowansja-Alpy-Lazurowe Wybrzeże, w departamencie Alpy Górnej Prowansji.

## Demografia
Według danych na rok 1990 gminę zamieszkiwały 783 osoby, a gęstość zaludnienia wynosiła 130 osób/km². W styczniu 2015 r. Mallemoisson zamieszkiwało 1029 osób, przy gęstości zaludnienia wynoszącej 170,9 osób/km².